# Aeritalia G-91Y
L'Aeritalia G-91Y era un cacciabombardiere bimotore a getto ed ala a freccia prodotto negli anni sessanta dall'azienda italiana FIAT Aviazione, poi divenuta Aeritalia. Era soprannominato amichevolmente dai piloti "Yankee", dalla lettera Y in Alfabeto fonetico NATO, in considerazione della forma della presa d'aria, unica frontalmente, ma internamente divisa in due per alimentare separatamente i motori, quindi a forma di Y.
Derivato dalla precedente versione G.91R, ne manteneva l'aspetto generale e se ne differenziava principalmente per l'adozione di un impianto propulsivo bimotore, a differenza del primo monomotore, e del conseguente aumento prestazionale e di capacità di carico bellico.
Il G-91Y venne utilizzato solamente nell'Aeronautica Militare essenzialmente nel ruolo di aereo per il supporto tattico ravvicinato e da ricognizione aerotattica, restando operativo fino agli anni novanta, quando venne sostituito dal più moderno AMX.

## Storia

### Sviluppo
Il progetto del G-91Y, o meglio il suo sviluppo dalla famiglia dei G.91, si deve all'esigenza di fornire un mezzo da utilizzare come cacciabombardiere/aereo da attacco leggero che esprimesse caratteristiche più moderne e più specifiche rispetto a quelli utilizzati dall'Aeronautica Militare fino ad allora.

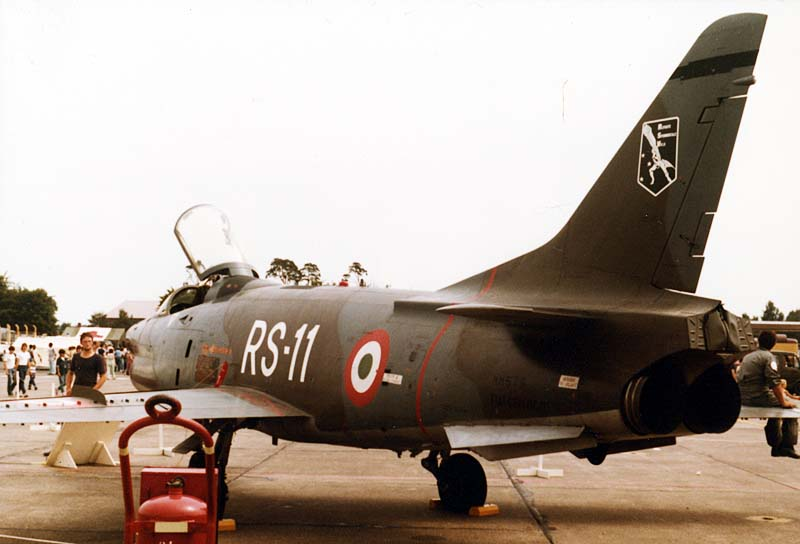
Vista posteriore di un G-91 Y, dove si può notare il doppio ugello di uscita dei motori.

Un G.91 Y del 32º stormo in fase di decollo

L'evoluzione venne sviluppata dallo stesso progettista del G.91 (Giuseppe Gabrielli) con l'intento di non stravolgere il progetto originale, sia in funzione delle sue buone caratteristiche di base, sia per mantenere i costi di produzione a livelli accettabili per le disponibilità economiche offerte dal periodo; inoltre le aspettative di commercializzazione puntavano a replicare il successo internazionale conseguito con il precedente modello, portando a scegliere un approccio conservativo che, tuttavia, si rivelerà inadeguato: la concorrenza di altri progetti esteri decreterà la diffusione del G-91Y solamente sul territorio italiano.
Il prototipo venne portato in volo per la prima volta il 12 dicembre 1966, dall'aviosuperficie aziendale di Caselle Torinese e, dopo averne verificato la rispondenza alle specifiche progettuali, il nuovo velivolo venne dichiarato idoneo alla commercializzazione. Venne quindi presentato al pubblico l'anno successivo al Salone internazionale dell'aeronautica e dello spazio di Parigi-Le Bourget ma si dovette aspettare il 1969 per ricevere il primo ordine emanato dall'Aeronautica Militare. L'interessamento da parte della Svizzera per un eventuale fornitura alla sua forza aerea fece sviluppare una versione specifica nel ruolo di caccia leggero multiruolo, la G-91YS (dotato di AIM-9 Sidewinder), che però non ebbe seguito produttivo, in ragione della scelta del governo svizzero di dotarsi invece dei Northrop F-5E Tiger II. L'unica versione costruita fu la conseguenza dell'ordine emesso dal governo italiano per la fornitura di 75 esemplari, ridotti però a 65 effettivamente consegnati.

### Impiego operativo
Il G-91Y venne impiegato operativamente negli Stormi Caccia Bombardieri e Ricognitori (CBR), quali l'8º Stormo Gino Priolo di sede a Cervia con il 101º Gruppo, e il 32º Stormo di sede a Brindisi con il 13º Gruppo a partire dal 1969.
Il 26 novembre 1994 si concludeva a Cervia la carriera operativa del G.91Y.

## Descrizione tecnica

Particolare della sezione di prua, in cui andavano inserite le apparecchiature fotografiche.

Frutto di una revisione complessiva del progetto iniziale, agevolata dall'introduzione di più recenti sistemi costruttivi, il G-91Y era più potente del precedente R. Grazie alla sostituzione del motore Bristol Orpheus con due General Electric J85, dotati di post-bruciatore, la spinta aumentava del 63%, contro un aumento di circa il 37% del peso a vuoto.
L'incremento di spinta produsse un modesto aumento della velocità di punta, mentre si ebbero considerevoli vantaggi in termini di accelerazione ed in riduzione della corsa di decollo. Pur pagando il prezzo di un consumo più elevato rispetto alla precedente versione, la presenza di serbatoi di maggiori dimensioni (3 200 kg, all'incirca il doppio rispetto al G.91R) garantiva un consistente aumento dell'autonomia operativa.
Furono prodotti 65 esemplari, oltre a 2 prototipi, entrati in servizio in due gruppi cacciabombardieri dal 1972 fino al 1994, quando vennero sostituiti dagli AMX.

## Esemplari attualmente esistenti

Vista dall'alto del G-91Y esposto al Museo di Vigna di Valle.

Benché la sua produzione sia rimasta limitata possiamo trovare esposti diversi esemplari del G-91Y. Uno di questi (MM6959) è esposto al Museo storico dell'Aeronautica Militare di Vigna di Valle, a Bracciano (RM), nei colori del 101º Gruppo CBR (Caccia Bombardieri Ricognitori), 8º Stormo,
mentre un secondo esemplare (MM6444) esposto in un museo (sempre con i colori del 101°) è presente a Lugo di Romagna (RA), presso il museo dedicato a Francesco Baracca.
Altri sette esposti sono gate guardian: uno (MM.6956 8-62) all'aeroporto di Cervia-Pisignano, un altro (MM6467 8-47) all'aeroporto di Belluno (MM6487 a San Pietro in Campo, frazione di Belluno) e un altro all'interno dell'aeroporto di Cameri (MM6474). Uno (MM579) si trova esposto all'interno della base di Pratica di Mare, vicino al circolo ufficiali, e due a Brindisi, uno (MM6455) all'interno dell'aeroporto e l'altro all'interno della sede della Fiat Avio; un altro ancora presso l'Istituto Tecnico Maxwell di Milano ed infine uno (MM580) presso l'istituto aeronautico "Antonio Locatelli" di Bergamo, in viale Carducci.
Ulteriori esemplari di G-91Y sono collocati:
- MM6446 nel parcheggio del Centro Tecnico Rifornimenti dell'Aeronautica Militare in via Portuense, 1818 a Fiumicino (RM)
- MM6447 nel parco del Centro Logistico di Supporto Areale Istituto " U. Maddalena" in Via della Marina, 15 a Cadimare (SP)
- MM6448 nel parco dell'hotel Willy a Gemona del Friuli fino al 2015, dal 2018 al Museo delle FFAA a Montecchio (VI)
- MM6451 nel parco del Campo Volo " Aerlight Faenza" a Sant'Andrea di Faenza (RA)
- MM6453 nel parco dedicato al Magg. Angelo Gays a Cesano Maderno
- MM6455 nella base dell'Aeronautica Militare a Brindisi
- MM6459 a Cormano fino al 2020, dal 2022 a Roma, all'interno di un deposito situato nelle vicinanze del complesso commerciale "Porta di Roma". Il velivolo risulta visibile dal Grande Raccordo Anulare.
- MM6463 a Pantano di Terni all'interno di un'area privata, lungo la SS Flaminia, con livrea alterata a scopo commerciale e pubblicitario.
- MM6466 nel parco dell'agriturismo "Oasi" a Cassano Magnago (Varese).
- MM6470 esposto a Trento nel Museo Caproni.
- MM6480 a Fontana di Rubiera (RE) in area privata.
- MM6486 presso il GACE (Gruppo Aeromodellistico Castelfranco Emilia) a Gaggio (MO).
- MM6488 all'interno del parco di Mirabilanda (RA).
- MM6491 nella base dell'Aeronautica Militare di Latina.
- MM6494 esposto in un deposito privato nell'area industriale di Borgo Virgilio (MN).
- MM6952 nella base dell'Aeronautica Militare di Amendola (FG).
- MM6955 esposto al Museo "Vorrei Volare" di Pegognaga (MN), attualmente in restauro.

## Utilizzatori
Italia
- Aeronautica Militare

### Pubblicazioni
- (EN) Riccardo Niccoli, Fiat G.91, NATO's Lightweight Fighter, in International Air Power Review, vol. 7, winter 2002.